# Centro Latinoamericano y del Caribe de Información en Ciencias de la Salud
BIREME es el Centro Latinoamericano y del Caribe de Información en Ciencias de la Salud, inicialmente denominado Biblioteca Regional de Medicina de donde originó el acrónimo todavía utilizado. Es un organismo internacional, centro especializado que es parte de la Organización Panamericana de la Salud y Organización Mundial de la Salud (OPS/OMS). BIREME actúa por la mejora de la salud buscando la democratización del acceso a la información, conocimiento y evidencias científicas en el área.

## Descripción
BIREME se localiza en la ciudad de São Paulo, Brasil, en el campus de la Universidade Federal de São Paulo (UNIFESP). Fue fundada en 1967, por medio de acuerdo entre la Organización Panamericana de la Salud / Organización Mundial de la Salud (OPS/OMS) y el Gobierno de Brasil - Ministério de la Salud, Ministério de la Educación, Secretaria Estadual de la Salud de São Paulo y la Escuela Paulista de Medicina/Universidad Federal de São Paulo. Desde 2009, el acuerdo coexiste con el proceso de implantación del nuevo marco legal para el establecimiento de BIREME aprobado por el 149.º Consejo Deliberativo de la OPS/OMS.

## Misión
La misión de BIREME es contribuir al desarrollo de la salud en los países de la América Latina y el Caribe por medio de la democratización del acceso, publicación y uso de información, conocimiento y evidencia científica. 
Esta misión está alineada a la meta de la OPS de “Agenda de Salud para las Américas” para la promoción de la equidad en salud y la mejora de las condiciones de vida de los pueblos.

## Actuación
La actuación de BIREME se desarrolla por medio de la cooperación y del trabajo en red para ofrecer a profesionales de la salud de cualquier país el acceso a las publicaciones del área en los acervos de las bibliotecas y archivos nacionales y de instituciones internacionales.
La Biblioteca Virtual en Salud (BVS) es el modelo de programa desarrollado por BIREME en cooperación con instituciones locales, nacionales e internacionales de las áreas de la salud para ofrecer a través de su portal el acceso a referencias bibliográficas en español, portugués e inglés, principalmente la producción científica de América Latina y del Caribe. Por el portal de la BVS es posible acceder a documentos como artículos científicos, monografías, trabajos de congresos, teses entre otros tipos de contenidos. Se accede a los textos completos de estos documentos a partir del portal de la BVS o se solicitan servicios como fotocopias para su adquisición, cuando no están disponibles en línea.